# The Girlie Show World Tour
The Girlie Show World Tour fue la cuarta gira musical de la cantante estadounidense Madonna para promover su quinto álbum de estudio Erotica. Realizada en 1993, durante esta gira sería la primera vez en la que visitaría algunos países de Latinoamérica, Medio Oriente, y Oceanía.
Aunque Madonna había declarado tres años antes, durante la conclusión de su gira anterior Blond Ambition World Tour, que no volvería a emprender otra gira, solo pasó poco tiempo para que volviera a realizar conciertos. Después de este tour, la cantante declaró: «Si alguna vez me escuchan decir 'No haré otra gira de nuevo', no me crean». La inspiración para el nombre de la gira vino de una pintura de Edward Hopper llamada «Girlie Show», en la cual se representa a una bailarina de burlesque, lo cual se reflejaría en la temática de los conciertos.

## Detalles de la gira

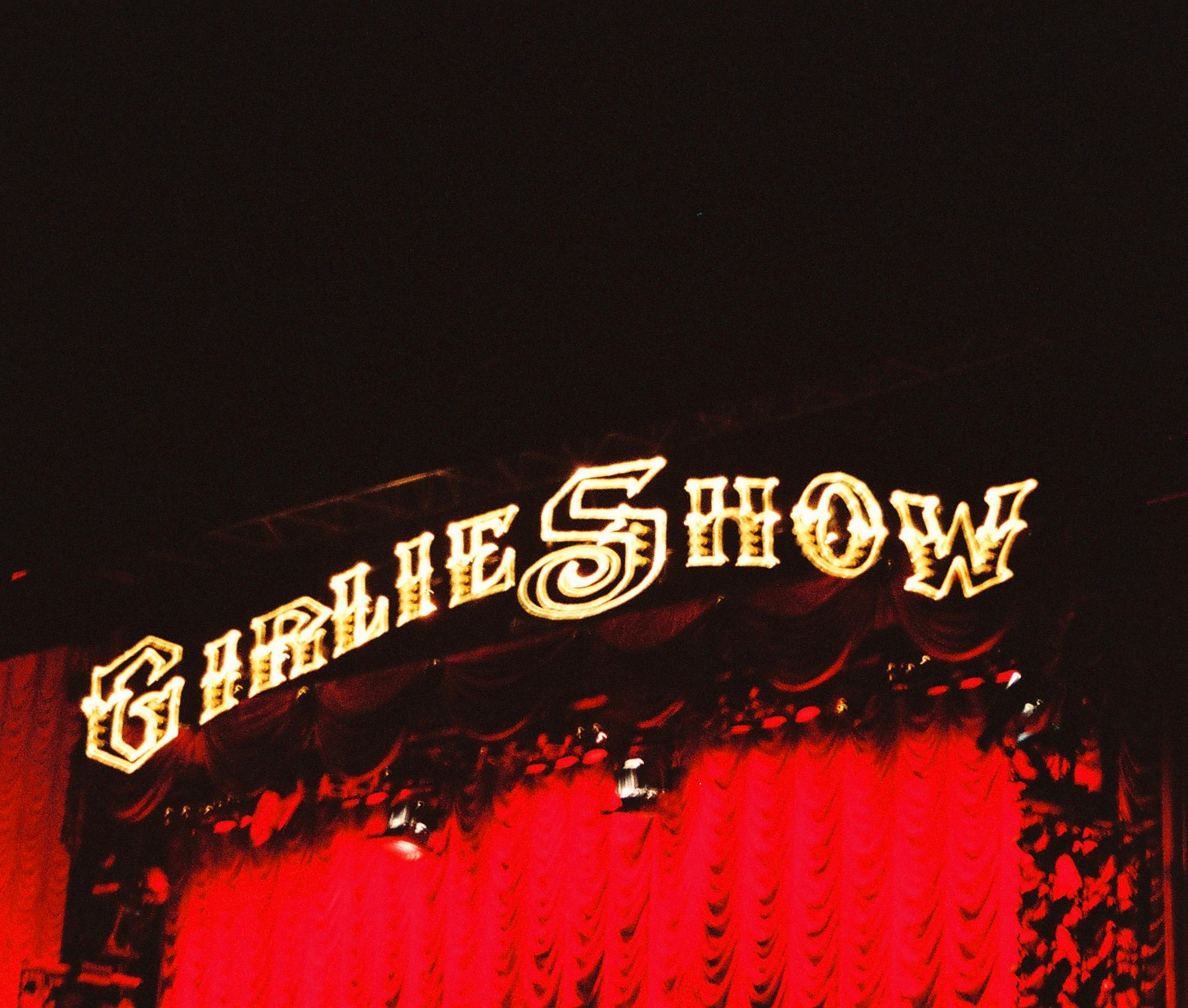
Sobre el escenario se colgó un gran letrero iluminado que decía "Girlie Show".

El Girlie Show estaba basado en su criticado álbum, Erotica. El espectáculo tenía un tema central visual denominado «Circo Burlesque». La cantante declaró que era «una mezcla de un concierto de rock, un desfile de moda, una presentación de circo, un acto de cabaret y un espectáculo de burlesque». Tenía también un complejo estilo visual y un concepto más introspectivo y una temática más obvia y seria, que mostraron de formas diferentes las partes del espectáculo. Madonna exploró la temática sexual, como ya lo había hecho en su álbum.
El espectáculo tenía un escenario más complejo que las giras anteriores de Madonna. Contaba con una pasarela que conducía a un escenario más chico, varios elevadores, tres plataformas elevadizas detrás de set y una plataforma giratoria en medio del escenario principal.
La escenografía requería 24 horas para ser montada correctamente y el armado fue dirigido por el hermano de Madonna, Christopher Ciccone.
En un principio Girlie Show fue una gira pensada solamente para recorrer Australia y Japón, pero en el proceso se decidió que recorrería los cuatro continentes, como al fin sucedió, por lo cual Madonna visitó países que no había visitado en giras anteriores, siendo esta la primera vez que la cantante visita Australia, Latinoamérica (Puerto Rico, Argentina, Brasil y México), y países de Medio Oriente como Israel y Turquía.
La canción «Bad Girl» iba a ser interpretada durante esta gira, pero por motivos desconocidos terminó siendo reemplazada por «In This Life».
Se rumoreó que Madonna manipuló particularmente las fechas de los conciertos en Estados Unidos y Canadá, debido a que esta vez las presentaciones en estos países fueron pocas en comparación con sus giras anteriores; según sus admiradores, esto se debió a una interpretación conforme a las ventas del álbum Erotica y su libro Sex.

## Acerca del Show

### Escenario
El escenario era en forma de «T», y tenía una corta pasarela que terminaba en forma de cuadro, para acceder al nivel principal, se subían unas gradas. Al final de estas se ubicaba una plataforma circular que alrededor tenía luces. El escenario contaba con un gran telón tipo circense. También contenía dos megapantallas a los lados.

### Canciones
El repertorio estaba conformado de siete canciones del álbum Erotica, dos de Madonna, dos de la banda sonora I'm Breathless, una de Like a Prayer, una de Like a Virgin, una de True Blue y una de The Immaculate Collection.

### Sinopsis

#### Tema Circus
- Canciones interpretadas: «Erotica», «Fever», «Vogue» y «Rain».

El show comienza con una fanfarría circense que se convierte en el tema «Erotica». Tras un payaso y una bailarina exótica, Madonna emerge del suelo como una dominatrix. Después somete a dos de sus bailarines en «Fever» y desaparecen envueltos en llamas, para reaparecer en un guiño hindú interpretando «Vogue». En la parte final del primer tema, Madonna junto con sus coristas cantan «Rain». Al final, el payaso vuelve a aparecer en escena al terminar la canción.

#### Tema Disco
- Canciones interpretadas: «Express Yourself», «Deeper and Deeper», «Why's It So Hard», «In This Life» y «The Beast Within».

Madonna reaparece en el escenario subida en una gran bola disco, luciendo una disparatada peluca afro. Tras «Express Yourself» y «Deeper and Deeper», llega uno de los momentos más tórridos del show. Por si el «Like a Virgin» del Blond Ambition World Tour no había sido suficiente, ahora simulamos una orgía que da paso a «Why's It So Hard». Finalmente dedica «In This Life» a sus amigos Martin Burgoyne y Christopher Flynn, fallecidos por el sida, mientras el payaso la sigue observando. «The Beast Within» es un interludio en el que los bailarines luchan entre ellos vestidos de militares.

#### Tema Cabaret-Latina
- Canciones interpretadas: «Like a Virgin», «Bye Bye Baby», «I'm Going Bananas», «La isla bonita» y «Holiday».

Madonna regresa con un esmoquin y chistera para interpretar «Like a Virgin» al estilo Marlene Dietrich, utilizando partes de su canción «Falling in Love Again (Can't Help It)». Para «Bye Bye Baby», Madonna y las coristas interactúan con tres de las bailarinas burlesque. Al término de la canción, comienza la parte más «loca» del show, Madonna con acento mexicano, interpreta «I'm Going Bananas», para enlazar con una versión más latina de «La isla bonita». Finalmente, a «Holiday», le da un giro de marcha militar.

#### Tema Encore
- Canciones interpretadas: «Justify My Love» y «Everybody».

En la parte final del concierto, Madonna interpreta «Justify My Love», con un aire decadente envuelta en un traje victoriano. Y para culminar, interpreta su primer sencillo «Everybody» combinándolo con el tema «Everybody is a Star», del grupo Sly & the Family Stone. En la actuación, Madonna presenta a su equipo. La fanfarría circense regresa a escena, el payaso aparece por última vez, quitándose la máscara nos revela que es Madonna misma.
Fuente:

### Acto de apertura
- UNV (algunas fechas en Estados Unidos)
- Yonca Evcimik y Kenan Doğulu (Estambul)
- Peter Andre (Australia)
- Mario Pelcha (Montreal)
- Los Romeos, y Luciano Jr. (Argentina)

Fuente:

## Lista de canciones
Primer Tema: Circus
1. Introducción / «The Girlie Show Theme»
2. «Erotica» (Kenlou B-Boy Remix)
3. «Fever» (Edit One Remix)
4. «Vogue»
5. «Rain» (contiene extractos de «Just My Imagination», junto con elementos de «Singing in the Rain» y The Radio Remix)

Segundo Tema: Disco
1. «Express Yourself»
2. «Deeper and Deeper» (contiene extractos de «It Takes Two» y «Love to Love You Baby»)
3. «Why's It So Hard»
4. «In This Life»

Tercer Tema: Cabaret/Latina
1. «The Beast Within» (Interludio de danza)
2. «Like a Virgin» (contiene extractos de «Falling in Love Again»)
3. «Bye Bye Baby»
4. «I'm Going Bananas»
5. «La isla bonita»

Cuarto Tema (Final): Encore
1. «Holiday» (contiene extractos de «Holiday for Calliope»)
2. «Justify My Love» (contiene elementos de la mezcla de William Orbit 12")
3. «Everybody» (contiene extractos de «Everybody Is a Star», junto con elementos de «Dance to the Music», «After the Dance» y «It Takes Two»)

- Fuente:[9][7]

## Respuesta del público
A pesar de las bajas ventas del álbum Erotica, la gira fue un éxito financiero.
La polémica se presentó en Puerto Rico después de que Madonna frotó la bandera puertorriqueña entre sus piernas sobre el escenario.
En esta gira Madonna acudió a Argentina por primera vez en concierto. Ahí fue bien recibida por más de 150 000 espectadores en el Estadio River Plate, y en medio del show canto «Don't Cry For Me Argentina», anticipando su interpretación en la película Evita' tres años después. 
Durante su visita a México, inauguró lo que hoy es el Foro Sol, antes llamado Nuevo Foro Para Conciertos Hermanos Rodríguez. Grupos religiosos intentaron boicotear los tres shows que la diva daría en aquel país, con manifestaciones, pancartas y amenazas. Estos la llamaban «promotora de la liberación sexual» y «pervertidora de la población juvenil», pero a pesar de eso nunca lograron nada. Durante la canción de «Holiday» ella cambió la parte intermedia de la canción cantándola en español, y usando un sombrero de charro y una bandera mexicana.
Madonna rompió un récord en esta gira: en Brasil, en su espectáculo de Río de Janeiro, Madonna fue admirada por 120 000 personas. En agradecimiento a la audiencia brasileña, interpretó la canción «The Girl from Ipanema» tanto en São Paulo como en Río de Janeiro.
Un político alemán pidió un boicoteo del único espectáculo alemán de Madonna en Fráncfort del Meno (que ya había vendido todas las entradas) debido a la desnudez y el contenido considerado pornográfico. La fecha finalmente fue cancelada, pero, según un portavoz de Madonna, la cancelación fue debido a problemas de estructuración de la escenografía y no tenía nada que ver con el boicoteo propuesto.
Problemas similares ocurrieron en Israel cuando judíos ortodoxos organizaron protestas para forzar la cancelación del primer espectáculo de la cantante en aquel país. Las protestas fracasaron y el espectáculo siguió como había sido planeado.
Muchos críticos acusaron el espectáculo como fallido al no alcanzar los estándares alcanzados por su tour anterior, Blond Ambition World Tour. El hermano de Madonna y colaborador artístico, Christopher Ciccone, declaró que aunque la escenografía parecía más simple en el frente, era muy complicado organizar lo que estaba detrás de Madonna, refiriéndose a las tareas tras las bambalinas.
El vídeo del tour, The Girlie Show - Live Down Under, fue nominado a un premio Grammy en la categoría de mejor vídeo musical de formato largo en el año de 1995.

## Difusiones y grabaciones
Inicialmente, Madonna tenía intención de grabar y emitir los conciertos de México con el título Madonna Viva México pero a última hora prefirió el título Live Down Under, sobrenombre que se le da a Australia.
El show del 20 de noviembre de 1993, la segunda de dos fechas en el Sydney Cricket Ground en Sídney, fue planeado para filmarse y difundirse en HBO en Estados Unidos. Sin embargo, una tormenta obligó a cancelar el concierto, y por ende la filmación. Después, el show del 19 de noviembre reemplazó la filmación y la difusión del anterior (el cual fue filmado bajo la etiqueta de «show seguro»). Este concierto fue lanzado alrededor del mundo en formato VHS bajo el título de The Girlie Show - Live Down Under y relanzado en DVD en 2001.
En Japón en 1993 fue lanzado un VHS (y posteriormente un DVD) del concierto que Madonna brindó en el Fukuoka Dome, en Fukuoka, Japón. The Girlie Show - Live Japan '93 es un material difícil de conseguir, y es considerado por muchos mejor que el show de Australia, pues el sonido y la filmación son mejores, y porque se puede apreciar el show en toda su plenitud, pero, por el contrario, el público japonés es más frío, no tan fervoroso como los australianos, como se aprecia en la grabación oficial de Sídney.

## Fechas
Fechas totales: 39 (40 planeadas)
Fechas canceladas (1): *
Fechas reprogramadas (2): ** 
- 2 de octubre, Fráncfort del Meno, Alemania *
- 20 de noviembre, Sídney, Australia (cambiado al 4 de diciembre) **
- 29 de octubre, Buenos Aires, Argentina (cambiado al 31 de octubre, debido a fuertes lluvias) **

| Europa y Medio Oriente   |                  |                |                                  |
| Fecha                    | Ciudad           | País           | Lugar                            |
| 25 de septiembre de 1993 | Londres          | Reino Unido    | Estadio de Wembley               |
| 26 de septiembre de 1993 | Londres          | Reino Unido    | Estadio de Wembley               |
| 28 de septiembre de 1993 | París            | Francia        | Palais Omnisports de Paris-Bercy |
| 29 de septiembre de 1993 | París            | Francia        | Palais Omnisports de Paris-Bercy |
| 1 de octubre de 1993     | París            | Francia        | Palais Omnisports de Paris-Bercy |
| 4 de octubre de 1993     | Tel Aviv         | Israel         | Yarkon Park                      |
| 7 de octubre de 1993     | Estambul         | Turquía        | Estadio Inönü                    |
| América                  |                  |                |                                  |
| 11 de octubre de 1993    | Toronto          | Canadá         | SkyDome                          |
| 12 de octubre de 1993    | Toronto          | Canadá         | SkyDome                          |
| 14 de octubre de 1993    | Nueva York       | Estados Unidos | Madison Square Garden            |
| 15 de octubre de 1993    | Nueva York       | Estados Unidos | Madison Square Garden            |
| 19 de octubre de 1993    | Filadelfia       | Estados Unidos | The Spectrum                     |
| 21 de octubre de 1993    | Detroit          | Estados Unidos | The Palace of Auburn Hills       |
| 23 de octubre de 1993    | Montreal         | Canadá         | Estadio Olímpico                 |
| 26 de octubre de 1993    | Bayamón          | Puerto Rico    | Estadio Juan Ramón Loubriel      |
| 30 de octubre de 1993    | Buenos Aires     | Argentina      | Estadio River Plate              |
| 31 de octubre de 1993    | Buenos Aires     | Argentina      | Estadio River Plate              |
| 3 de noviembre de 1993   | São Paulo        | Brasil         | Estádio do Morumbi               |
| 6 de noviembre de 1993   | Río de Janeiro   | Brasil         | Estadio Maracaná                 |
| 10 de noviembre de 1993  | Ciudad de México | México         | Autódromo Hermanos Rodríguez     |
| 12 de noviembre de 1993  | Ciudad de México | México         | Autódromo Hermanos Rodríguez     |
| 13 de noviembre de 1993  | Ciudad de México | México         | Autódromo Hermanos Rodríguez     |
| Australia                |                  |                |                                  |
| 19 de noviembre de 1993  | Sídney           | Australia      | Sydney Cricket Ground            |
| 24 de noviembre de 1993  | Brisbane         | Australia      | ANZ Stadium                      |
| 26 de noviembre de 1993  | Melbourne        | Australia      | Melbourne Cricket Ground         |
| 27 de noviembre de 1993  | Melbourne        | Australia      | Melbourne Cricket Ground         |
| 29 de noviembre de 1993  | Melbourne        | Australia      | Melbourne Cricket Ground         |
| 1 de diciembre de 1993   | Adelaida         | Australia      | Adelaide Oval                    |
| 3 de diciembre de 1993   | Sídney           | Australia      | Sydney Cricket Ground            |
| 4 de diciembre de 1993   | Sídney           | Australia      | Sydney Cricket Ground            |
| Japón                    |                  |                |                                  |
| 7 de diciembre de 1993   | Fukuoka          | Japón          | Fukuoka Dome                     |
| 8 de diciembre de 1993   | Fukuoka          | Japón          | Fukuoka Dome                     |
| 9 de diciembre de 1993   | Fukuoka          | Japón          | Fukuoka Dome                     |
| 13 de diciembre de 1993  | Tokio            | Japón          | Tokyo Dome                       |
| 14 de diciembre de 1993  | Tokio            | Japón          | Tokyo Dome                       |
| 16 de diciembre de 1993  | Tokio            | Japón          | Tokyo Dome                       |
| 17 de diciembre de 1993  | Tokio            | Japón          | Tokyo Dome                       |
| 19 de diciembre de 1993  | Tokio            | Japón          | Tokyo Dome                       |

La gira logró recaudar $70,3 millones de dólares.
Fuente:

## Personal
- Vocalista: Madonna
- Director y Diseñador de Producción: Christopher Ciccone
- Director Musical: Jai Winding
- Producción Planeada por: Jeffrey Hornaday
- Coreografías de: Alex Magno Keith Young
- Coreografía Adicional: Michelle Johnston, Niki Haris
- Vestuario: Dolce & Gabbana
- Vestuario Adicional: Rob Saduski
- Teclados: Jai Winding, Michael Beardon
- Guitarra: Paul Pesco
- Bajo: Victor Baley
- Batería: Omar Hakim
- Percusiones: Luis Conte
- Teclado Adicional: Mike McKnight
- Vocalistas de Fondo: Niki Haris, Donna DeLory
- Bailarines: Ungela Brockman, Christopher Childers, Michael Gregory, Carrie Ann Inaba, Jill Nicklaus, Ruth Inchaustegui, Luca  Tommassini, Carlton Wilborn
- Diseño de Iluminación: Peter Morse
- Seguridad Personal de Madonna: Earl Gabbidon, Bob Izzard
- Publicista: Liz Rosenberg, Warner Bros Records.

Fuente: